# Tréhorenteuc
Tréhorenteuc è un comune francese di 111 abitanti situato nel dipartimento del Morbihan nella regione della Bretagna.

## Società

### Evoluzione demografica
Abitanti censiti